# Hospitaalridder
Een hospitaalridder vormde in de middeleeuwen een categorie binnen sommige militaire ridderlijke orden van personen die medisch geschoold waren en zich naast het vechten ook daadwerkelijk met de verzorging van zieken bezighielden. Deze ridders konden zijn georganiseerd in een hospitaalorde; de Hospitaalridders is een van de oudste en meest bekende religieuze militaire ridderordes uit de middeleeuwen. Opgericht in 1113 als de Orde van Sint Jan van Jeruzalem, staan ze hedendaags beter bekend als de Maltezer Orde.
Men vindt de hospitaalridders onder anderer in de Orde van Malta, de Orde van Sint-Lazarus, de Orde van Sint-Jan en de Orde van Sint-Joris.  
Een bekend geworden hospitaalridder in de Orde van Malta was de Belg Emile d'Oultremont.
De term werd eerder in bredere zin gebruikt voor de Europese ridders die zich in het Heilige Land toelegden op de verzorging van de pelgrims die onderweg waren naar Jeruzalem. 